# Casatenovo
Casatenovo es una localidad y comune italiana de la provincia de Lecco, región de Lombardía, con 12.583 habitantes.

## Evolución demográfica
| Gráfica de evolución demográfica de Casatenovo entre 1861 y 2001 |
|                                                                  |
| Fuente ISTAT - elaboración gráfica de Wikipedia                  |